# Konkatedra Przemienienia Pańskiego w Varnsdorfie
Konkatedra Przemienienia Pańskiego w Varnsdorfie – świątynia Kościoła Starokatolickiego w Republice Czeskiej, znajdująca się w mieście Varnsdorf.
Budowa kościoła rozpoczęła się w roku 1873, a w październiku 1874 zatknięto gałkę na wieży (znak zakończenia budowy). Uroczysta konsekracja nastąpiła 27 grudnia 1874 roku. Na przełomie 1880/1881 roku wybudowano także plebanię. W 1897 roku świątynia została główną siedzibą biskupa Kościoła Starokatolickiego Austrii i została podwyższona do godności (drugiej po kościele św. Piotra i Pawła w Bernie) Katedry. Podczas II wojny światowej katedra nie uległa dużemu zniszczeniu, dopiero w okresie wcielenia miasta do komunistycznej Czechosłowacji, w kościele zorganizowano komunalne kolumbarium. Odradzający się w 1995 roku Kościół Starokatolicki w Republice Czeskiej uznał kościół Przemienia Pańskiego za swoją konkatedrę – mimo wcześniejszych uzgodnień, postanowiono jednak stolicą Kościoła uczynić bardziej prestiżową Pragę. Od 2000 roku trwa remont adaptacyjny w konkatedrze.